# Utopía 2

## Utopia 2
25 września 2007 roku wyszła nowa wersja z dodatkowymi 5 translacjami po angielsku + DVD.

## Lista utworów
- "Utopia" 3:00
- "Ni Freud ni tu mamá" 3:24
- "See a little Light" 4:04
- "Bella Tración" 3:45
- "Contigo o Sin Ti" 4:01
- "Alguien Más" 3;13
- "¿Quien Es Feliz?" 3:47
- "Pudo Ser Tan Fácil" 3:54
- "Noche Cool" 3:06
- "Amiga Soledad" 4:24
- "Good...Good" 3:23
- "Luz Sin Gravedad" 4:01
- 'Never Enough" 3:12

Bonus Track
- "Takes One to Know One" (Pudo Ser Tan Fácil (ang)) 3:55
- "If We Were" (Ni Freud Ni Tu Mamá(ang)) 3:25
- "End Of The Day" (Bella Traición (ang)) 3:45
- "Es De Verdad" tylko Stany Zjednoczone 3:36
- "Why Wait (z filmu Dziewczyny Cheetah 2 (Matthew Gerrard, Robbie Nevil) 3:01

DVD
- "Ni Freud Ni Tu Mamá"
- "Bella Traición"
- "Luz Sin Gravedad"
- "EPK Utopía"
- "Making Of Bella Traición"
- "Making Of Luz sin Gravedad"